# Foucault (cráter)
Foucault es un pequeño cráter de impacto lunar que se encuentra en el límite sur del Mare Frigoris, al sureste del cráter Harpalus. En el terreno accidentado al sur de Foucault aparece el cráter Sharp.
|  |

El perímetro exterior de Foucault forma un círculo algo irregular, con ligeros salientes hacia el exterior en dirección sur y noreste. La pared interior no está especialmente aterrazada, y desciende directamente al suelo irregular. Lleva el nombre de Léon Foucault físico, famoso por el péndulo de Foucault.